# Mombaldone
Mombaldone é uma comuna italiana da região do Piemonte, província de Asti, com cerca de 269 habitantes. Estende-se por uma área de 12 km², tendo uma densidade populacional de 22 hab/km². Faz fronteira com Denice (AL), Montechiaro d'Acqui (AL), Roccaverano, Spigno Monferrato (AL).
Faz parte da rede das Aldeias mais bonitas de Itália.

## Demografia
| Variação demográfica do município entre 1861 e 2011                               |
|                                                                                   |
| Fonte: Istituto Nazionale di Statistica (ISTAT) - Elaboração gráfica da Wikipedia |